# Marcelo Ojeda
Marcelo Leonardo Ojeda (ur. 8 grudnia 1968 w Avellanedzie) – argentyński piłkarz, grający podczas kariery na pozycji bramkarza.
Posiada również obywatelstwo hiszpańskie.

## Kariera klubowa
Marcelo Ojeda rozpoczął karierę w drugoligowym klubie Defensa y Justicia Buenos Aires w 1987. Dobra gra zaowocowała transferem do Lanús. W jego barwach 8 października 1990 w przegranym 0-1 meczu z Estudiantes La Plata Ojeda zadebiutował argentyńskiej ekstraklasie. Z Lanús Ojeda spadł do drugiej ligi w 1992, by po roku powrócić do Primera División.
W 1994 został zawodnikiem hiszpańskiego CD Tenerife. W Primera División zadebiutował 4 września 1994 w zremisowanym 2-2 meczu z Realem Saragossa. W Tenerife 1 marca 1998 w przegranym 1-2 meczu z Realem Valladolid Ojeda rozegrał swój ostatni mecz w lidze hiszpańskiej. W sezonie 1998/99 Tenerife spadło do drugiej ligi. W Segunda División Ojeda ponownie stał się pierwszym bramkarzem.
W 2000 Ojeda wrócił do ojczyzny, gdzie został zawodnikiem Estudiantes La Plata, w barwach którego rozegrał swoje 3 ostatnie mecze w lidze argentyńskiej. W Ogółem w latach 1990–2000 rozegrał w lidze argentyńskiej 87 meczów. W 2000 powrócił do Tenerife, który w tamtym sezonie wywalczyło awans do Primera División, lecz Ojeda nie rozegrał ani jednego spotkania. W 2001 powrócił do Argentyny, gdzie po paru miesiącach zakończył karierę w barwach Argentinos Juniors Buenos Aires.
| Sezon     | Klub                 | Kraj      | Rozgrywki          | Mecze | Bramki |
| --------- | -------------------- | --------- | ------------------ | ----- | ------ |
| 1986/87   | Defensa y Justicia   | Argentyna | Primera B Nacional | ?     | ?      |
| 1987/88   | Defensa y Justicia   | Argentyna | Primera B Nacional | ?     | ?      |
| 1988/89   | Defensa y Justicia   | Argentyna | Primera B Nacional | ?     | ?      |
| 1989/90   | Defensa y Justicia   | Argentyna | Primera B Nacional | ?     | ?      |
| 1990/91   | Club Atlético Lanús  | Argentyna | Primera División   | 17    | 0      |
| 1991/92   | Club Atlético Lanús  | Argentyna | Primera B Nacional | 42    | 0      |
| 1992/93   | Club Atlético Lanús  | Argentyna | Primera División   | 36    | 0      |
| 1993/94   | Club Atlético Lanús  | Argentyna | Primera División   | 31    | 0      |
| 1994/95   | CD Tenerife          | Hiszpania | Primera División   | 34    | 0      |
| 1995/96   | CD Tenerife          | Hiszpania | Primera División   | 41    | 0      |
| 1996/97   | CD Tenerife          | Hiszpania | Primera División   | 35    | 0      |
| 1997/98   | CD Tenerife          | Hiszpania | Primera División   | 11    | 0      |
| 1998/99   | CD Tenerife          | Hiszpania | Primera División   | 0     | 0      |
| 1999/2000 | CD Tenerife          | Hiszpania | Segunda División   | 34    | 0      |
| 1999/2000 | Estudiantes La Plata | Argentyna | Primera División   | 3     | 0      |
| 2000/01   | CD Tenerife          | Hiszpania | Segunda División   | 0     | 0      |
| 2000/01   | Argentinos Juniors   | Argentyna | Primera División   | 0     | 0      |

## Kariera reprezentacyjna
Jedyny raz w reprezentacji Argentyny Ojeda wystąpił 14 czerwca 1997 w wygranym 2-0 meczu z Chile podczas Copa América.